# Laguna Las Habras
La laguna Las Habras es una laguna amazónica boliviana de agua dulce. Administrativamente se encuentra ubicada en el municipio de Exaltación de la provincia de Yacuma en el centro-norte del departamento del Beni. La laguna está cerca de la margen izquierda del río Mamoré a una altitud de 136 metros sobre el nivel del mar, tiene unas dimensiones de 11,34 kilómetros de largo por 9,33 kilómetros de ancho y una superficie exacta de 73 kilómetros cuadrados (km²).
Por el sur de la laguna pasa la carretera Ruta 9 que conecta al este Puerto Siles con Guayaramerín al norte.
La laguna tiene un perímetro costero de 36 kilómetros.